# العلاقات الإستونية التوفالية
العلاقات الإستونية التوفالية هي العلاقات الثنائية التي تجمع بين إستونيا وتوفالو.

## مقارنة بين البلدين
هذه مقارنة عامة ومرجعية للدولتين:
| وجه المقارنة                                              | إستونيا                                                                             | توفالو                         |
| --------------------------------------------------------- | ----------------------------------------------------------------------------------- | ------------------------------ |
| المساحة (كم2)                                             | 45.34 ألف                                                                           | 26                             |
| عدد السكان (نسمة)                                         | 1.32 مليون                                                                          | 11.19 ألف                      |
| الكثافة السكانية (ن./كم²)                                 | 29.11                                                                               | 43.04 ألف                      |
| العاصمة                                                   | تالين                                                                               | فونافوتي                       |
| اللغة الرسمية                                             | اللغة الإستونية                                                                     | اللغة التوفالوية، لغة إنجليزية |
| العملة                                                    | يورو، كرون إستوني، كرون إستوني، المارك الإستوني                                     | دولار توفالو                   |
| الناتج المحلي الإجمالي (بليون دولار)                      | 25.92 مليار                                                                         | 39.73 مليون                    |
| الناتج المحلي الإجمالي (تعادل القوة الشرائية) بليون دولار | 38.11 مليار                                                                         | 38.93 مليون                    |
| الناتج المحلي الإجمالي الاسمي للفرد دولار أمريكي          | 17.79 ألف                                                                           | 3.29 ألف                       |
| الناتج المحلي الإجمالي للفرد دولار أمريكي                 | 28.14 ألف                                                                           | 3.77 ألف                       |
| مؤشر التنمية البشرية                                      | 0.871                                                                               |                                |
| رمز المكالمات الدولي                                      | +372                                                                                | +688                           |
| رمز الإنترنت                                              | .ee                                                                                 | .tv                            |
| المنطقة الزمنية                                           | ت ع م+02:00، ت ع م+03:00، توقيت شرق أوروبا، أوروبا/تالين ‏، توقيت شرق أوروبا الصيفي ‏ | ت ع م+12:00                    |

## منظمات دولية مشتركة
يشترك البلدان في عضوية مجموعة من المنظمات الدولية، منها:
| علم المنظمة | اسم المنظمة                   | تاريخ انضمام إستونيا | تاريخ انضمام توفالو |
| ----------- | ----------------------------- | -------------------- | ------------------- |
|             | الاتحاد الدولي للاتصالات      | 19 مايو 1922         | 15 أغسطس 1996       |
|             | مؤسسة التنمية الدولية         | 11 أكتوبر 2008       | 24 يونيو 2010       |
|             | يونسكو                        | 14 أكتوبر 1991       | 21 أكتوبر 1991      |
|             | منظمة حظر الأسلحة الكيميائية  | ?                    | ?                   |
|             | الأمم المتحدة                 | 17 سبتمبر 1991       | 5 سبتمبر 2000       |
|             | الاتحاد البريدي العالمي       | ?                    | ?                   |
|             | البنك الدولي للإنشاء والتعمير | 23 يونيو 1992        | 24 يونيو 2010       |

## وصلات خارجية
- موقع وزارة الخارجية الإستونية